# Strzechwowiec okrągły
Strzechwowiec okrągły (Dryptodon orbicularis (Bruch) Ochyra & Żarnowiec) – gatunek mchu należący do rodziny strzechwowatych (Grimmiaceae).

## Ochrona
Roślina objęta jest w Polsce częściową ochroną gatunkową na podstawie Rozporządzenia Ministra Środowiska z dnia 9 października 2014 w sprawie ochrony gatunkowej roślin. W latach 2004–2014 podlegała ochronie ścisłej.